# Kozák Ádám
Kozák Ádám (Budapest, 2002. június 15. –) magyar sakkozó, nemzetközi nagymester (GM), junior sakkvilágbajnoki ezüstérmes.
2019-ben Magyarország legfiatalabb nagymestere.

## Pályafutása
Már óvodás korában több versenyen dobogós helyen végzett. 2009-ben megnyerte az óvodások országos bajnokságát, valamint az Aquaprofit–Anand Junior Kupa U8 korosztályos versenyét. 2010-ben a 8 éven aluliak országos bajnokságán holtversenyben a 2–3. helyen végzett. Ugyanebben az évben korosztályában megnyerte a Lauder-kupát. 2011-ben megnyerte az U10 korosztályos országos bajnokságot. 10 éves korában fél évig vezette korosztálya világranglistáját.  2012-ben az országos ifjúsági csapatbajnokságot nyert Sárkány–Sinus DSE tagja volt, 2013-ban ugyanezzel a csapattal, ekkor Budapesti Titánok néven megvédték országos bajnoki címüket. 2013-ban holtversenyben végzett az első helyen az U12 korosztályos magyar bajnokságon.
Ötévesen nagypapájától tanulta meg a lépéseket. Felfedezője Németh Zoltán nemzetközi mester, gyermekkori edzője Sinkovics Péter nemzetközi mester volt, akivel négy és fél éven át dolgozott. 2011-től Ribli Zoltán is foglalkozott vele. 2014 tavaszától egy edzői stáb segítette fejlődését, amelynek tagjai dr. Hazay László mesteredző, Szergej Grigoriants és Mihók Olivér voltak.
2014-ben megnyerte az U12 korcsoportos magyar bajnokságot. Ebben az évben minden hazai korcsoportos egyéni és ifjúsági csapatversenyen első helyezést ért el. 2014 szeptemberében megnyerte az Első Szombat (First Saturday) nemzetközi mesterverseny IM csoportját. Az ebben az évben rendezett U16 korosztályos ifjúsági sakkolimpián a magyar válogatott tagja volt.
2015-ben, 13 évesen az U20 korosztályos junior magyar bajnokságon holtversenyben a 2–6. helyen végzett. Ennek az évnek a nyarán az Első Szombat verseny nagymestercsoportjában teljesítette először a nemzetközi mesteri normát. 2015 augusztusában tagja volt az ifjúsági sakkolimpián 4. helyen végzett magyar válogatottnak. 2016-ban, 14 évesen a 2. helyen végzett az U20 korosztályos ifjúsági bajnokságon. Ebben az évben tagja volt az U16-os korosztályos sakkolimpián 5. helyen végzett magyar válogatottnak. 2017-ben ismét ezüstérmet szerzett az U20 korosztályos magyar bajnokságon. 2018-ban az Élő-ponttal rendelkező fiúk kategóriájában az országos egyéni diák sakkolimpia győztese lett. A 2018-as ifjúsági rapidsakk világbajnokságon az U16 korosztályban ezüstérmet szerzett. A 2019-es, Tallinnban rapidsakk-Európa-bajnokságon az 1. helyet szerezte meg, és aranyérmes lett az U18 korosztályos villámsakk-Európa-bajnokságon is.
2019-től beválogatták a MOL Tehetségtámogató programjának résztvevői közé. Ebben az évben tagja volt a Mitropa Kupa első helyét megszerző magyar felnőtt válogatott csapatnak, egyben ő lett a csapat legjobb pontszerzője.
2017-ben kapta meg a nemzetközi mester címet, amelyhez a szükséges normákat a 2015. júliusi és a 2016. novemberi Első Szombat (First Saturday) verseny nagymestercsoportjában, valamint a 2017-es Tradewise Gibraltar Chess Festival Master csoportjában teljesítette. Ezzel ő lett abban az időben a legfiatalabb magyar nemzetközi mester.
Első nagymesteri normatejesítését 15 évesen 2018. januárban a Gibraltárban rendezett igen erős nyílt versenyen, a Tradewise Gibraltar Chess Festival Masters csoportjában sikerült elérnie. Második normateljesítésére a Cseh nyílt bajnokság nagymestercsoportjában került sor 2019 júliusában. A nagymester normát harmadszor is teljesítette alig egy hónappal később, amikor megnyerte a 3. BSSZ Aranytíz nagymesterversenyt, ezzel ő lett a legfiatalabb magyar nagymester.
2022-ben a 20 éven aluliak világbajnokságán holtversenyben az első helyet szerezte meg, végeredményben ezüstérmes lett.
A 2022. novemberi hivatalos FIDE-ranglista szerint az Élő-pontszáma 2538, amellyel a magyar ranglista 16. helyén áll, ez egyben az eddigi legmagasabb Élő-pontszáma.